# Ligne de Pierrelatte à Nyons
La ligne de Pierrelatte à Nyons est une ancienne ligne de chemin de fer française à écartement standard et à voie unique non électrifiée, des départements de la Drôme et du Vaucluse. Elle a été fermée en 1951 et déclassée en 1954.
Elle constituait la ligne 914 000 du réseau ferré national.

## Historique
La loi du 17 juillet 1879 portant classement de 181 lignes de chemin de fer dans le réseau des chemins de fer d’intérêt général retient en no 129, une ligne de « Nyons à la ligne de Lyon à Marseille, par Valréas ».
La ligne a été déclarée d'utilité publique à titre d'intérêt général par la loi du 2 août 1882. Elle a été concédée à titre définitif à la Compagnie des chemins de fer de Paris à Lyon et à la Méditerranée le 2 août 1886.
Elle a été inaugurée le 3 août 1897 par le président de la République Félix Faure.
Le trafic voyageur a été interrompu par la SNCF le 25 février 1940. Compte tenu des restrictions sur les carburants liées à la guerre et qui interrompent les services d'autocar, la SNCF remet en circulation un train mixte voyageurs-marchandises le 16 octobre 1940.
En 1951, la ligne été fermée à la suite des travaux de creusement du Canal de Donzère-Mondragon et à l'absence de volonté de construire un ouvrage de franchissement.
Elle a été déclassée en totalité (PK 0,000 à 41,028) le 12 novembre 1954. Les premiers kilomètres de la plateforme ont été réutilisés pour établir la voie-mère de Pierrelatte (n° 630 046) qui donne accès à diverses installations terminales embranchées.

## Tracé - Parcours
Cette ligne s'embranchait en gare de Pierrelatte à la ligne de Paris-Lyon à Marseille-Saint-Charles. En gare de Chamaret, elle était en correspondance avec la ligne de Taulignan à Chamaret à voie étroite.

## Infrastructure
C'était une ligne au profil très médiocre, les déclivités atteignaient 30 ‰.

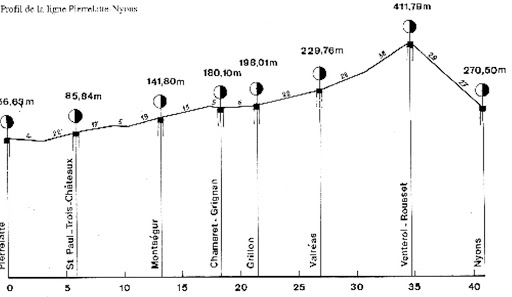
Profil de la ligne

### Ouvrages d'art
Le franchissement de 4 rivières ou ruisseaux a donné lieu à la construction d'un pont et de trois viaducs :
- Pont sur le Lez
- Viaduc du ruisseau de la Fosse
- Viaduc sur le ravin de Chapelut
- Viaduc de la Sauve

## Situation actuelle
Les emprises ont été réutilisées pour divers usages (voie de desserte routière à Nyons, déviation routière à Valréas et de Grillon). La plateforme est en friche par endroits.
Seul un petit tronçon demeure exploité au départ de Pierrelatte, comme voie mère d'embranchement industriel pour la desserte des installations nucléaires de la zone (Eurodif, le CNPE du Tricastin...), mais aussi le silo de la SIV (Silo Intercoop du Vaucluse) possédant son propre locotracteur de manœuvre.